# André Dauchez
André Eugène Marie René Dauchez (* 17. Mai 1870 in Paris; † 15. Mai 1948 ebenda) war ein französischer Maler, Grafiker und Fotograf.

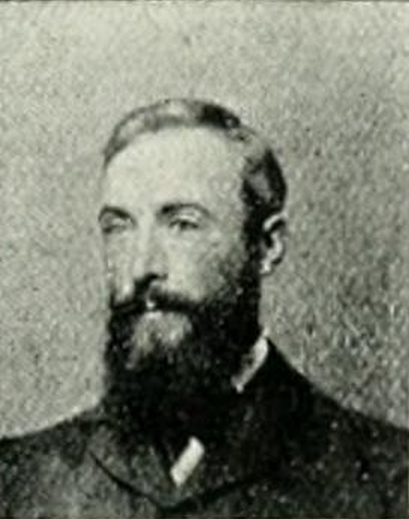
André Dauchez

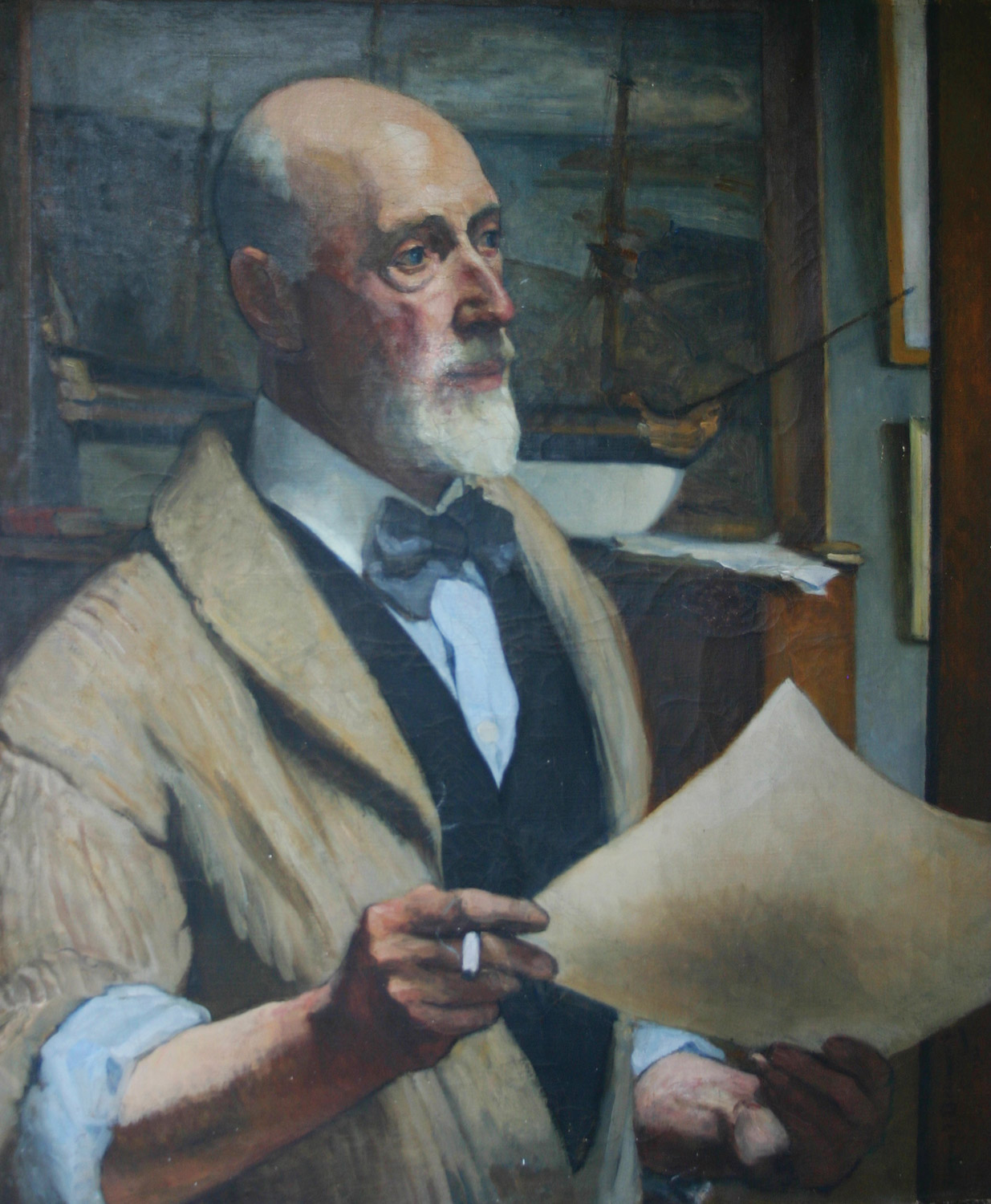
André Dauchez – im Porträt von Hugues de Beaumont, 1933

## Leben und Wirken
André Dauchez wurde 1870 in Paris im 7. Arrondissement als Sohn des Anwalts, Geschäftsmanns und Immobilienverwalters Fernand Dauchez (1842–1914) und dessen Frau Claire Thirial (1847–1914) geboren. Seine ältere Schwester war die Malerin
Jeanne Dauchez (1869–1949). Bereits während seiner Schulzeit am Collège Stanislas erhielt er Zeichenunterricht. Er beschäftigte sich zunächst mit der Grafik und hatte bereits 1887 sein Debüt im Salon der Société des Artistes Français mit einer Radierung (Marine) nach Isabey. Bevor er zwischen  1887 und 1890 bei Luc-Olivier Merson und Lucien Simon, seinem späteren Schwager, die Malerei studierte, betätigte er sich vorwiegend als Reproduktionsstecher. 1896 wurde er Mitglied der Société nationale des beaux-arts, 1931 deren Präsident.

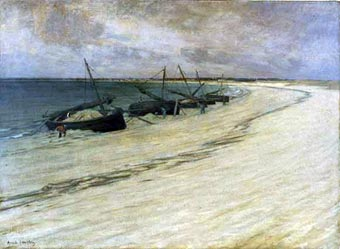
André Dauchez: Bateaux de sable (1900)

Entscheidend für seine weitere künstlerische Entwicklung war, dass die Familie Dauchez ab Ende der 1880er Jahre die Bretagne und speziell die Süd-Finistère für sich entdeckte und dort die Sommer in Bénodet an der Mündung des Flusses Odet verbrachte. Die Landschaft und das maritime Leben der Bretagne bestimmten nun sein Leben und seine Arbeit, wurden zu seiner Berufung. Ab Ende 1893 fand André Dauchez für mehr als ein halbes Jahrhundert lang eine unerschöpfliche Inspirationsquelle in den Küstenlandschaften der Cornouaille. Seine Lieblingsmotive waren die Moore, Dünen, Fischerdörfer, die Küsten, die von Kiefern gesäumte Flussmündungen und Buchten und die Felsen bei Ebbe. 1903 bezog André Dauchez sein Haus in Loctudy. Wie auch sein Schwager Lucien Simon wurde er ein Maler des Bigoudenlandes (pays bigouden).
Der Maler Charles Cottet war der Initiator einer 1895 gegründeten kleinen Gruppe, „La Bande Noire“ genannt wegen der allgemeinen dunklen Tonalität ihrer Arbeiten. Der Begriff, oder (seltener) auch „die Nubier“ stand im Gegensatz zu den Nabis-Malern. Mitglieder der Gruppe waren neben André Dauchez und seinem Schwager Lucien Simon unter anderem Edmond Aman-Jean, Xavier Prinet (1861–1946) und René Ménard (1862–1930).

## Ehrungen, Preise
- 1900: Silbermedaille Weltausstellung in Paris
- 1911: Ritter der Ehrenlegion (Ch. LH)
- 1922: Ernennung zum offiziellen Marinemaler (Peintre Officiel de la Marine) im Range eines Offiziers
- 1931: Präsident der Société nationale des beaux-arts
- 1932: Ehrenlegion, Erhebung in den Rang eines Offiziers (O. LH)
- 1938: Mitglied der Académie des Beaux-Arts, Sektion Grafik